# Санта-Клаус 2
«Санта-Клаус 2» (англ. The Santa Clause 2) — американська кінокомедія 2002 року. Продовження фільму 1994 року «Санта-Клаус». Головні ролі у фільмі виконали Тім Аллен і Елізабет Мітчелл.

## Сюжет
З часів першого фільму минуло вісім років. Скотт Келвін (Тім Аллен) продовжує працювати Санта-Клаусом. Напередодні чергового Різдва Тім раптом довідується, що його син Чарлі зростає хуліганом, а сам він згідно з контрактом зобов'язаний негайно знайти собі місіс Клаус, тому що неодружений Санта — порушення всіх правил.
Замінивши себе на іграшкового двійника, він повертається додому до Америки, щоб виконати цю справу та одночасно допомогти Чарлі. У результаті його обраницею стає Керол — директор школи, де вчиться Чарлі. Вона відповідає йому взаємністю, але не вірить у те, що він Санта. Найгірше, іграшковий дублікат виходить з-під контролю і починає вважати, що всі діти погані, і влаштовує злодійський хаос. Скотт повертається на полюс за допомогою зубної феї і зупиняє двійника, після чого одружується з Керол і знову стає Сантою.

## Актори та персонажі
| Актор            | Роль                                            |
| ---------------- | ----------------------------------------------- |
| Тім Аллен        | Скотт Келвін // Санта-Клаус // іграшковий Санта |
| Елізабет Мітчелл | Керол Ньюман // Місіс Клаус                     |
| Ерік Ллойд       | Чарлі Келвін                                    |
| Девід Крамхолц   | ельф Бернард                                    |
| Джадж Рейнгольд  | доктор Ніл Міллер                               |
| Венді Крюсон     | Лора Міллер                                     |
| Спенсер Бреслін  | ельф Кортіс                                     |
| Ліліана Мумі     | Люсі Міллер                                     |
| Даніель Вудман   | ельф Еббі                                       |
| Арт Лафлер       | Зубна фея                                       |
| Кевін Поллак     | Амур                                            |
| Айша Тайлер      | Мати-Природа                                    |
| Джей Томас       | Великодній заєць                                |
| Пітер Бойл       | Батько-Час // перший Санта-Клаус                |
| Майкл Дорн       | Піщана людина                                   |
| Віктор Брандт    | олень (голос)                                   |
| Боб Берген       | олень Комета (голос)                            |
| Кет Сьюсі        | олень Чет (голос)                               |
| Моллі Шеннон     | Трейсі                                          |